# Pedobiologia (журнал)
Pedobiologia («Педобиология»; англ. Pedobiologia (Journal of Soil Ecology)) — научный и исследовательский, немецкий и международный рецензируемый научный журнал по биологии и экологии почв.

## История и описание
Журнал Pedobiologia начал выходить в 1961 году. Он был создан, чтобы для публикаций исследований о почвенных организмах и их взаимодействия с окружающей средой.
Журнал был основан в ГДР (Йена (город)) и с тех пор стал ведущим изданием в области почвенной биологии.
Журнал публиковал статьи на немецком, английском, а иногда и на русском языках.

## Современный журнал
В последние годы Pedobiologia уделяет особое внимание междисциплинарным исследованиям, связывая: биология почв, сельское хозяйство c науками об окружающей среде.
Pedobiologia в настоящее время издается Elsevier, ведущим мировым издателем научных журналов. Журнал доступен в печатном и в онлайн-формате.
Журнал индексируется в основных научных базах данных, включая Scopus и Web of Science.
Журнал публикует исследования и новые обзоры по экологии почв.

## Основные темы журнала
Тематика этого журнала состоит из фундаментальных и прикладных аспектов экологии почв:
- взаимодействие между организмами в почве
- влияние организмов на почвенные процессы
- причины и последствия биоразнообразия в почвах
- надземно-подземные взаимодействия.

Исследования почвенных организмов и взаимодействия между ними с учётом биотических и абиотических факторов, в частности: влияние деятельности организмов на почвенные процессы, биоразнообразие организмов и взаимосвязи между явлениями над и под землей. Прикладная экология почв. Биология и плодородие почв.
В 2015 году годовой индекс цитирования журнала составил 1535, а его пятилетний индекс — 1947.